# Eric Martel
Eric Martel (* 29. April 2002 in Straubing) ist ein deutscher Fußballspieler. Der Defensivspieler steht beim 1. FC Köln unter Vertrag.

## Karriere

### Verein
In seiner frühen Jugend spielte Martel für den RSV Ittling und später für den SSV Jahn Regensburg. Zur Saison 2017/18 wechselte er in das Nachwuchsleistungszentrum von RB Leipzig. In seiner ersten Saison spielte Martel bei den B2-Junioren (U16), ehe er in der Saison 2018/19 unter Marco Kurth mit den B1-Junioren (U17) in der B-Junioren-Bundesliga spielte. In der Saison 2019/20, die aufgrund der COVID-19-Pandemie ab März 2020 nicht mehr fortgeführt werden konnte, spielte der Innenverteidiger unter Alexander Blessin mit den A-Junioren (U19) in der A-Junioren-Bundesliga und UEFA Youth League.
Vor der Saison 2020/21 erhielt Martel seinen ersten Profivertrag bis zum 30. Juni 2023. Der 18-Jährige gehörte dem erweiterten Profikader an und saß unter dem Cheftrainer Julian Nagelsmann in der Bundesliga und Champions League bei diversen Spielen auf der Bank, ohne eingewechselt zu werden. Am 22. Dezember 2020 debütierte Martel in der Profimannschaft, als er im DFB-Pokal beim 3:0-Sieg gegen den Ligakonkurrenten FC Augsburg kurz vor dem Spielende eingewechselt wurde. Parallel kam er 3-mal für die U19, für die er in dieser Spielzeit letztmals spielberechtigt war, zum Einsatz, ehe die A-Junioren-Bundesliga Ende Oktober 2020 aufgrund der Corona-Pandemie unterbrochen worden musste.
Mitte Januar 2021 wechselte Martel für eineinhalb Jahre auf Leihbasis zum österreichischen Bundesligisten FK Austria Wien. Für die Austria debütierte er im selben Monat in der Bundesliga, als er am 13. Spieltag der Saison 2020/21 gegen die SV Ried in der Startelf stand. Sein Bundesligadebüt dauerte allerdings nur 51 Minuten, da er mit der Gelb-Roten Karte vom Platz gestellt wurde. Nach der Rückkehr von seiner Sperre erzielte er am 15. Spieltag gegen die WSG Tirol sein erstes Bundesligator. Im weiteren Verlauf der Saison konnte er sich mit 22 Einsätzen als Stammspieler etablieren und in Bundesliga und den Play-off-Spielen zur Europa League zwei Vorlagen beisteuern. In der Saison 2021/22 war er weiterhin gesetzt und kam zu 30 Ligaeinsätzen für die Wiener.
Zur Saison 2022/23 kehrte Martel nicht mehr nach Leipzig zurück, sondern wechselte zum Ligakonkurrenten 1. FC Köln, bei dem er einen Vierjahresvertrag unterschrieb.

### Nationalmannschaft
2020 spielte Martel erstmals für eine Juniorenauswahl des DFB. Er debütierte unter Trainer Christian Wörns am 3. September 2020 in der deutschen U19 im Freundschaftsspiel gegen die polnische U-19-Nationalmannschaft. Im September 2021 kam er erstmals in der U-20-Auswahl zum Einsatz. Im November 2021 gab der Mittelfeldspieler bei einer 4:0-Niederlage gegen Polen sein Debüt in der U-21-Auswahl.